# Telethonin
Telethonin, auch Titin cap protein, ist ein überwiegend in Muskel- und Herzmuskelzellen von Eukaryoten vorkommendes Protein. Beim Menschen wird es kodiert vom TCAP-Gen und ist auf dem langen Arm von Chromosom 17 (17q12) lokalisiert.

## Funktion
Telethonin ist ein Strukturprotein der Z-Scheibe der Sarkomere von Muskelzellen. Es besitzt jeweils zwei Bindestellen für Titin, ein Protein, das zwischen beiden Z-Scheiben verankert wird. Darüber hinaus interagiert es mit  	
Myozenin-1, Myozenin-2, Myozenin-3, Cysteine and glycine-rich protein 3 und Ankyrin repeat domain-containing protein 2.

## Medizinische Bedeutung
Mutationen im TCAP-Gen konnten bei der Gliedergürteldystrophie 2G (LGMD2G), der familiären hypertrophen Kardiomyopathie und einer Form der dilatativen Kardiomyopathie (CMD1N) nachgewiesen werden. 